# Stazione di Serramanna-Nuraminis
Stazione di Serramanna-Nuraminis vasútállomás Olaszországban, Szardínia régióban, Serramanna településen.

## Vasútvonalak
Az állomást az alábbi vasútvonalak érintik:
- Cagliari–Golfo Aranci Marittima-vasútvonal

## Kapcsolódó állomások
A vasútállomáshoz az alábbi állomások vannak a legközelebb: 
- Stazione di Villasor
- Stazione di Samassi-Serrenti